# Wayne Rogers
William Wayne McMillan Rogers III Birmingham, Alabama, 7 de abril de 1933 – Los Angeles, Califórnia, 31 de dezembro de 2015) foi um ator norte-americano.

## Biografia
É formado em História pela Universidade de Princeton e entrou para a Marinha dos Estados Unidos. Durante o serviço militar, se interessou por atuação. Foi também analista financeiro, investidor e empresário, chegou a ser comentarista financeiro da Fox News.
Seu principal trabalho foi a série de TV norte-americana MASH, onde era companheiro de cena de Alan Alda. Porém desistiu da série após seu personagem, Capitão Trapper McIntyre, ser atrapalhado pelo estrelismo de Alan. Ganhou uma estrela na Calçada da Fama de Hollywood em 2005.
Wayne faleceu na noite de 31 de dezembro de 2015, aos 82 anos, vítima de pneumonia.

## Filmografia
| Ano       | Título                                    | Personagem                  | Notas        |
| --------- | ----------------------------------------- | --------------------------- | ------------ |
| 1959      | Odds Against Tomorrow                     | Soldado no Bar              |              |
| 1962      | Alfred Hitchcock Presents                 | Kenneth                     |              |
| 1964      | Dr. Sex                                   | Raincoat Man                | Sem créditos |
| 1965      | The Glory Guys                            | Lt. Mike Moran              |              |
| 1966      | Chamber of Horrors                        | Sgt. Jim Albertson          |              |
| 1967      | Cool Hand Luke                            | Gambler                     |              |
| 1967      | The Invaders                              | Lt. Matteson                |              |
| 1970      | WUSA                                      | Minter                      |              |
| 1972      | Pocket Money                              | Stretch Russell             |              |
| 1972–1975 | M*A*S*H                                   | John McIntyre               | 72 episódios |
| 1976      | City of Angels                            | Jake Axminster              | 13 episódios |
| 1977      | It Happened One Christmas                 | George Hatch                | TV Movie     |
| 1978      | Once in Paris...                          | Michael Moore               |              |
| 1979–1982 | House Calls                               | Dr. Charley Michaels        | 57 episódios |
| 1981      | The Hot Touch                             | Danny Fairchild             |              |
| 1985      | I Dream of Jeannie... Fifteen Years Later | Tony Nelson                 |              |
| 1985      | The Gig                                   | Marty Flynn                 |              |
| 1987      | The Killing Time                          | Jake Winslow                |              |
| 1990      | Miracle Landing                           | Robert 'Bob' Schornstheimer |              |
| 1993      | The Goodbye Bird                          | Ray Whitney                 |              |
| 1996      | Ghosts of Mississippi                     | Morris Dees                 |              |
| 1999      | Love Lies Bleeding                        | Abberline                   |              |
| 2000      | Coo Coo Cafe                              |                             |              |
| 2001      | Frozen with Fear                          | Charles Sullivan            |              |
| 2002      | Three Days of Rain                        | Homem de negócios           |              |
| 2003      | Nobody Knows Anything!                    | Gun Schnook                 |              |